# Principio di territorialità
Il principio di territorialità, in diritto penale, è uno dei principi giuridici delimitanti la sfera di applicazione territoriale della normativa penalistica.

## Fondamenti normativi
All'interno dell'ordinamento giuridico italiano, tale principio, si estrinseca tramite il dettato dell'art. 6 del codice penale, il quale recita: "Chiunque commette un reato nel territorio dello Stato è punito secondo la legge italiana..."; dunque, il principio di territorialità, si estrinseca con la possibilità di punire una certa condotta criminosa purché, la stessa, sia stata posta in essere nel territorio dello stato italiano.
Non rileva, quindi, se il soggetto attivo del reato sia un cittadino italiano, uno straniero oppure un apolide.

## Limiti di applicazione
L'art. 6 c.p. prosegue statuendo: "Il reato si considera commesso nel territorio dello Stato, quando l'azione o l'omissione, che lo costituisce, è ivi avvenuta in tutto o in parte, ovvero si è ivi verificato l'evento che è la conseguenza dell'azione od omissione".
In ossequio alla lettera della legge, quindi, il reato si considererà commesso all'interno dello territorio della Repubblica Italiana, qualora, nei limiti territoriali dello stesso, si sia estrinsecata una parte della condotta criminosa che rappresenti, almeno, un momento essenziale del progetto criminoso stesso.
Largo dibattito di dottrina e giurisprudenza si è avuto in merito al reato continuato che, proprio per sua natura, mal si accosterebbe a tale estrinsecazione del principio in oggetto, un'estrinsecazione da molti definita "ubiqua", perché particolarmente stringente e puntuale nella delimitazione della casistica di applicazione.
Sono previste delle deroghe alla generale applicazione del principio di territorialità negli articoli 7-10 del codice penale.
Particolare importanza assume l'art. 8, poiché stabilisce l'applicabilità della legge penale (previa richiesta del Ministro della Giustizia) per i delitti politici e quelli comuni commessi per motivi politici. L'articolo, esprimendo la nozione di "delitto politico", lo definisce come "ogni delitto, che offende un interesse politico dello Stato, ovvero un diritto politico del cittadino".

## Applicazione in Internet
Un'importante caratteristica di internet è la delocalizzazione la quale porta ad una «moltiplicazione» dell'azione nello spazio.
Tutto ciò che avviene nella rete non conosce confini territoriali, né in senso geografico né in senso giuridico, ed è condizionato da quella che potrebbe definirsi acentricità delle comunicazioni elettroniche.
Il principio di territorialità (art. 6 comma 1 del codice penale) stabilisce l'applicabilità del diritto penale italiano entro i limiti del territorio dello Stato; perciò ai fini della sua applicazione è necessario definire il luogo in cui è avvenuto il reato.
Non è sempre semplice individuare il locus commissi delicti quando l'autore del reato si serve di mezzi informatici e telematici per realizzare il crimine, data la fulminea diffusione dei messaggi veicolati nella rete.
Il luogo in cui si consumano i reati informatici, infatti, raramente coincide con un luogo o un territorio fisicamente identificabile, poiché la condotta si muove nel cyber spazio senza confini.
Il criterio dell'ubiquità trova particolare applicazione nell'ambito dei reati commessi in Internet.
La giurisdizione italiana può essere applicata nel momento in cui i dati, che costituiscono l'oggetto del reato, pur essendo stati immessi in rete all'estero, transitino sui server collocati in Italia o quando sia avvenuta la memorizzazione e la duplicazione sugli stessi.
Il principio di ubiquità trova, poi, specifica applicazione in materia di diffamazione commessa a mezzo internet.
Non sussistono problemi, nell'applicazione del principio, se chi compie il reato agisce in Italia tramite un server installato sul territorio o anche all'estero, ma se ne riscontrano se il soggetto si trova all'estero e il server non è installato in Italia. 
In riferimento a ciò si stabilisce che, in base al principio dell'ubiquità, il giudice italiano può riconoscere il fatto come costituente reato, tanto nel caso in cui la condotta si sia verificata sul territorio nazionale, quanto nel caso in cui un iter criminis iniziato all'estero si sia concluso con un evento realizzato in Italia.

### Dottrina tedesca
La dottrina tedesca, per ciò che riguarda i reati commessi attraverso la diffusione di immagini o di informazioni diffamanti, ha elaborato la teoria della presenza virtuale mettendo in relazione la presenza fisica con la presenza in internet.
Secondo questa teoria l'utente web, che ha immesso delle informazioni nella rete, sarebbe virtualmente presente in tutti quei Paesi del mondo nei quali sia possibile leggere i suoi dati.
Da ciò deriva che il reato viene considerato commesso contemporaneamente in tutti i Paesi collegati alla rete e, di conseguenza, ogni ordinamento che consideri reato una certa azione, procederebbe come se tale reato fosse commesso all'interno del proprio territorio.
Si può dire che nell'ambito del diritto internazionale il principio di stretta territorialità sembra destinato a cedere il posto al principio di ultraterritorialità e al principio di libera circolazione delle decisioni giudiziarie in materia penale.

## Concetto di "territorio"
Ai fini dell'applicazione della normativa in oggetto, si considera territorio dello stato italiano:
- Territorio della Repubblica
- Le navi
- Gli aeromobili
- Mare costiero entro 12 miglia marine
- Spazio aereo fino all'ultratmosfera
- Sottosuolo fin dove i macchinari consentono di arrivare

## Eccezioni al principio di territorialità
Nelle acque internazionali, che godono del principio di extra-territorialità in quanto non appartenenti a nessuna nazione, è possibile comunque, in base alla Convenzione di Montego Bay, compiere arresti in caso si compiano in esse reati perseguibili penalmente.

## Disciplina francese
Gli artt. 113-1 e 133-5 espongono il principio di territorialità riguardo al:
- principio della bandiera;
- definizione del territorio;
- concorso di persone nel reato.

All'art. 113-6 la legge penale francese è applicabile a tutti i crimini commessi da un cittadino francese all'estero.
2º comma: applicabile ai delitti commessi dai francesi all'estero, purché il fatto sia considerato reato nel Codice Penale in Francia.
3º comma: si applica la legge francese ai soggetti che abbiano acquisito la nazionalità francese dopo che il fatto viene loro imputato.
Il perseguimento del delitto viene esercitato su richiesta al Pubblico Ministero, preceduta da una querela della vittima. Ma per gli abusi sessuali sui minodi di 15 anni, il PM può procedere senza querela.
All'art. 113-10 la legge penale francese si applica ai crimini e delitti qualificabili come:
- attentato agli interessi fondamentali della Nazione;
- falsificazione e contraffazione dei sigilli dello Stato;
- ogni crimine o delitto commesso contro agenti o locali diplomatici.

## Riferimenti normativi
- Artt. 6-10 del Codice penale della Repubblica Italiana